# Kroktjärnen (Malå socken, Lappland, 723832-161302)
Kroktjärnen är en sjö i Malå kommun i Lappland och ingår i Umeälvens huvudavrinningsområde.